# NGC 2490
NGC 2490 ist eine kompakte Galaxie vom Hubble-Typ C im Sternbild Zwillinge auf der Ekliptik. Sie ist schätzungsweise 302 Millionen Lichtjahre von der Milchstraße entfernt und hat einen Durchmesser von etwa 55.000 Lichtjahren.
Im selben Himmelsareal befinden sich die Galaxien NGC 2492, IC 484, IC 485, IC 2213.
Das Objekt wurde am 14. Februar 1857 vom irischen Astronomen R. J. Mitchell, einem Assistenten von William Parsons, entdeckt.